# Фланнери, Тим
Тимоти Фритьоф (Тим) Фланнери (англ. Timothy Fridtjof Flannery; род. 28 января 1956[…], Мельбурн) — австралийский териолог и палеонтолог, профессор. Защитник окружающей среды, привлекающий внимание к глобальному потеплению и другим экологическим проблемам. Австралиец года (2007).

## Биография
Родился в пригороде Мельбурна в католической семье. Научившись рыбачить и нырять с маской, он впервые обратил внимание на загрязнение моря.
Сделал академическую карьеру, работая в университетах и музеях в разных городах Австралии.
В 2009 году стал членом проекта «Soldiers of Peace», ставящего своей целью борьбу с войнами и за мир.
Живёт в 40 км к северу от Сиднея в доме, доступном только на лодке. Критики говорят, что если прогнозы Фланнери о потеплении и росте уровня моря сбудутся, его жилище уйдёт под воду.

## Научный вклад

### Териология
Описал 29 новых видов кенгуру. В 1990-е годы опубликовал работы The Mammals Of New Guinea (Cornell Press) и Prehistoric Mammals Of Australia and New Guinea (Johns Hopkins Press), наиболее полно описывающие предмет источники. В те же годы изучал фауну Меланезии, открыл 21 новый вид и возглавил усилия по сохранению видов в регионе.
В честь Фланнери назван вид крыланов Pteralopex flanneryi (открыт в 2005).
Работы учёного удостоились высокой похвалы: сэр Дэвид Аттенборо охарактеризовал его как «входящего в лигу великих исследователей всех времен, как доктор Дэвид Ливингстон».

### Палеонтология
В 1980 году обнаружил ископаемые остатки динозавров на южном побережье австралийского штата Виктория. В 1985 году сыграл роль в фундаментальном открытии остатков млекопитающих мелового периода в Австралии, позволившем «продлить» историю млекопитающих на континенте на 80 миллионов лет в прошлое. В 1980-е годы Фланнери описал большинство известных видов плейстоценовой мегафауны Новой Гвинеи.

### Население и землепользование
В 1994 году опубликовал книгу The Future Eaters: an Ecological History of the Australasian Lands and People. Она выдержала переиздания, была экранизирована и широко обсуждалась.

## Взгляды
Привлекает внимание к изменению климата из-за человеческой деятельности. В октябре 2006 года предрёк, что в течение пятнадцати лет полярная шапка в Арктике исчезнет, а уровень океана повысится на шесть метров. Критикует интродукцию европейскими поселенцами в Австралию диких животных, которые раньше не жили на этом континенте, но при этом считает, что возможна осторожная интродукция в страну видов, которые могли бы заменить вымерших представителей австралийской мегафауны. Осторожно поддерживает китобойный промысел в тех случаях, когда он не приводит к угрозе распространённым видам китов, в том числе японский китобойный промысел. Выступает против выбросов CO[уточнить] и критикует угольную энергетику. Об атомной энергетике высказывался разнообразно, признавая её необходимость в данный момент.

## Награды
- Edgeworth David Medal за выдающиеся исследования в зоологии
- Медаль Столетия (Австралия) за услуги, оказанные австралийской науке
- en:Colin Roderick Award, Foundation for Australian Literary Studies for Tree Kangaroos (1996)
- Первый учёный из области наук об окружающей среде, обратившийся к нации с традиционным адресом (обращением) (2002).
- en:Australian Humanist of the Year (2005)
- Австралиец года по версии NSW (2006)
- Австралиец года (2007)
- NSW Premier’s Literary Prizes for Best Critical Writing and Book of the Year (The Weather Makers, 2006).
- US Lannan Award for Non-fiction works (2006).
- Вхождение в список бестселлеров The New York Times (The Weather Makers)
- Орден Святого Карла (Монако)
- Leidy Award[англ.] (2010)[13]
- Член Австралийской академии наук (2012)[14]